# MKS Lublin
El MKS Lublin y, por motivos de patrocinio MKS FunFloor Perla Lublin (en polaco MKS FunFloor Perła Lublin) es un club de balonmano femenino polaco de la ciudad de Lublin que juega en la Superliga. Más de veinte veces campeón de Polonia y más de 10 veces ganadoras de la Copa de Polonia ostenta los títulos de la Copa EHF de la temporada 2000/2001 (actual EHF European League) y de la Challenge Cup (actual EHF European Cup) en la temporada 2017/2018. Juega en la Superliga .

## Historia
Los orígenes del club son el Club Deportivo Interescolar de Lublin y su fundación se remonta a 1933. En la temporada 1992/93 el equipo dirigido por los entrenadores Henryk Grundszok y Waldemar Czubala logró el primer ascenso a la primera división polaca. Hizo su debut el 25 de septiembre de 1993 en un partido fuera de casa contra el Zgoda Ruda Śląska (24:19). En la temporada de su debut consiguió la 4.ª posición. En la siguiente temporada, la 1994/95, el Montex Lublin ganó su primer título liguero, título que renovó durante las 8 temporadas siguientes.
Sus peores épocas fueron los inicios del siglo XX, ya que el club atravesaba problemas organizativos y económicos e, incluso, las jugadoras se quedaron sin cobrar sus salarios varios meses hasta la llegada, a finales del 2002, de la empresa POL-SKONE, que se convirtió en patrocinador principal.
En 2003, el equipo de balonmano del MKS Lublin se trasladó a Bystrzyca Lublin, quedando en la segunda posición y, en 2004, pasó a manos de la recién creada Asociación de Balonmano de Lublin ganando de nuevo la liga, el 10.º campeonato. Bajo la denominación de SPR Lublin dominó la competición nacional hasta el 2010. 
En 2013, bajo el patrocinio de Selgros, el club volvió a su nombre histórico: MKS Lublin y volvió a levantar cuatro campeonatos consecutivamente. Tras la entrada del patrocinador Perła volvió a ganar el campeonato nacional durante 4 temporadas. A partir de la temporada 2021, ya bajo la denominación del nuevo patrocinador, FunFloor, el equipo compitió bajo el nombre de MKS Funfloor Perła Lublin.

### Competiciones europeas

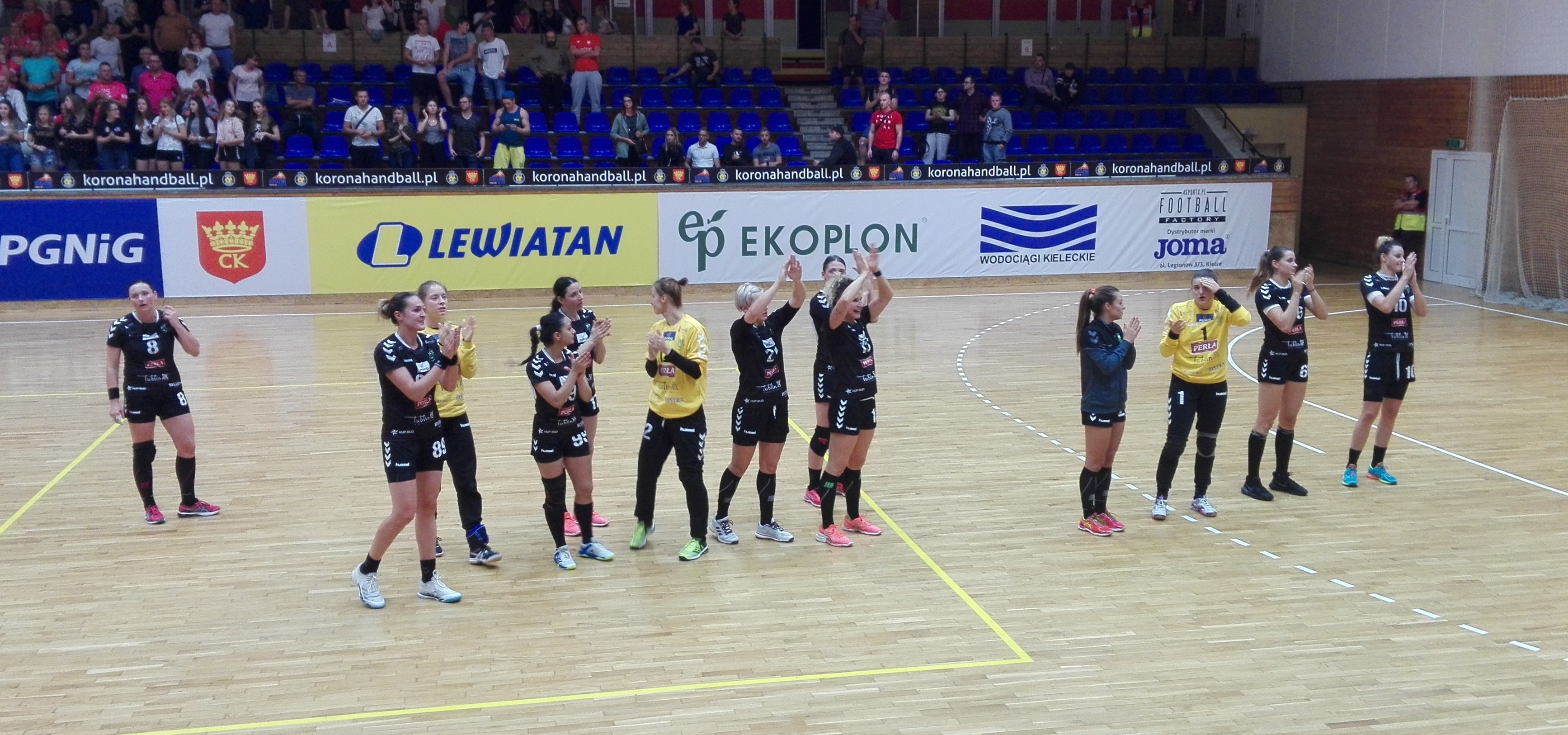
Jugadores del MKS Lublin después del partido 1. Jornadas de la Superliga en la temporada 2017/2018

Debutó en Europa en la temporada 1994/95, alcanzando los cuartos de final de la City Cup, perdiendo ante el danés Ikast FS. En su historia hasta la actualidad ha participado 13 temporadas en la Liga de Campeonas desde 1995 a 2004, entre los años 2013 y 2016 y la 2019/20), llegando a cuartos de final dos veces.
En la temporada 2000/01, el MKS Lublin consiguió el mayor éxito de su historia ganando la Copa EHF, la segunda competición europea. Ganó la final al equipo croata Podravka K.

## Títulos y galardones

### Competición nacional
- 22 x Campeonato de Polonia (1994/1995, 1995/1996, 1996/1997, 1997/1998, 1998/1999, 1999/2000, 2000/2001, 2001/2002, 2002/2003, 2004/2005, 2005/2006, 2006/2007, 2007/2008, 2008/2009, 2009/2010, 2012/2013, 2013/2014, 2014/2015, 2015/2016, 2017/2018, 2018/2019, 2019/2020)[9]

- 11 x Copa de Polonia (1995/1996, 1996/1997, 1997/1998, 1999/2000, 2000/2001, 2001/2002, 2005/2006, 2006/2007, 2009/2010, 2011/2012 , 2017/2018)[9]
- 1 x Supercopa de Polonia (2009)[10]

### Competiciones europeas
- 1 x Copa EHF (2000/01)

- 1 x Challenge Cup (2017/18)

## Plantilla para la temporada 2024/25
Plantilla para la temporada 2024/25.
| Guardametas - 12. Weronika Gawlik - 26. Paulina Wdowiak - 1. Antonija Mamic Primeras líneas - 68. Anouk Nieuwenweg - 8. Dominika Więckowska - 17. Magda Więckowska - 19. Michalina Pastuszka - 43. Szimonetta Planeta - 18. Stela Posavec - 66. Aleksandra Rosiak - 9. Aleksandra Tomczyk | Extremos - 21. Daria Szynkaruk - 31. Magda Balsam - 3. Oktawia Płomińska - 23. Julia Pietras Pivotes - 6. Joanna Andruszak - 2. Aleksandra Olek - 13. Sylwia Matuszczyk |

#### Entradas y salidas para la temporada 2025-26
| Llegan - María Prieto O'Mullony - Patrícia Lima | Se van |

## Cuerpo técnico
| Entrenadores - Primer entrenador Monika Marzec - Segundo entrenador. Piotr Dropek Fisioterapeutas - Beata Gwizdek - Tomasz Pietras | Jefe de equipo - Radosław Kozaczuk Preparadores físicos - Paweł Woliński - Mateusz Nowicki Psicóloga - Beata Drewienkowska |

## Jugadoras históricas
En 2013, coincidiendo con el 20.º aniversario de la primera liga, el club preparó un histórico de las mejores jugadoras que pasaron por el equipo. Las denominaron "Leyendas del club":
- Magdalena Chemicz
- Edyta Danielczuk
- Anna Ejsmont
- Anna Garwacka
- Izabela Kowalewska
- Dagmara Kowalska
- Agnieszka Kozak
- Wioletta Luberecka
- Małgorzata Majerek
- Dorota Małek
- Natalia Martynienko
- Monika Marzec
- Iwona Nabożna
- Izabela Puchacz
- Kristina Repelewska
- Inna Silantyeva
- Ewa Wilczek
- Sabina Włodek
- Alina Wojtas
- Renata Żukiel

En 2019, con motivo del 25º Aniversario del debut en la Copa de Europ, la lista se amplió con cinco nombres:
- Beata Aleksandrowicz
- Joanna Drabik
- Agnieszka Kowalska
- Margaret Rola
- Kamila Skrzyniarz

## Entrenadores históricos
- Waldemar Czubala i Henryk Grundszok (1992–1993)
- Jerzy Ciepliński (1993–1994)
- Andrzej Drużkowski (1994–2003)
- Waldemar Czubala (2003)
- Edward Jankowski (2003)
- Tomáš Kuťka (2003–2004)
- Edward Jankowski (2004–2007)
- Ryszard Czyż (2007)
- Ján Packa (2007–2008)
- Edward Jankowski (2008–2009)
- Grzegorz Gościński (2009–2010)
- Edward Jankowski (2011–2013)
- Sabina Włodek (2013–2016)
- Neven Hrupec (2016–2017)
- Robert Lis (2017-20)
- Kim Rasmussen (2020-2021)
- Monika Marzec (2021-2022)